# تترا (سرده)
تترا با نام علمی Hyphessobrycon، یک سرده از ماهیان آب شیرین از خانواده کاراسینان است. این گونه‌ها از جمله ماهی‌های معروف به تترا هستند. این جنس در قلمرو نوتروپیکال از جنوب مکزیک تا ریو د لا پلاتا در آرژانتین پراکنش دارند. بسیاری از این گونه‌ها بومی آمریکای جنوبی هستند. در حدود شش گونه بومی آمریکای مرکزی و یک گونه به نام تترا مایا (H. compressus) بومی جنوب مکزیک است.
تمام گونه‌های تترا به حداکثر طول کلی حدود ۱٫۷–۹٫۶ سانتیمتر (۰٫۷–۳٫۸ اینچ) می‌رسند. . تنوع تشریحی زیادی در این جنس وجود دارد. آنها عموماً شکل معمولی کاراسین‌ها را دارند، اما از نظر رنگ و فرم بدن بسیار متفاوت هستند، بسیاری از گونه‌ها دارای علائم سیاه، قرمز یا زرد متمایز بر روی بدن و باله‌های خود هستند. این گونه‌ها عموماً همه چیزخوار هستند و عمدتاً از سخت پوستان کوچک، حشرات، کرم‌های حلقوی و زئوپلانکتون‌ها تغذیه می‌کنند. هنگام تخم ریزی، آنها تخم‌های خود را پراکنده می‌کنند و هیچ‌کدام از گونه‌های تتراها نه از تخم‌ها و نه از بچه‌های خود محافظت نمی‌کنند.

## طبقه‌بندی
این جنس بزرگ از کاراسین‌ها شامل بیش از ۱۵۰ گونه است. هنوز طبقه‌بندی سیستماتیکی بر روی تتراها انجام نگرفته است. شش گروه در این جنس تنها بر اساس الگوهای رنگی شناسایی شده‌اند. بدون هیچ تجزیه و تحلیل تبارشناسی (فیلوژنتیکی) از این جنس، گونه‌ها در این جنس قرار می‌گیرند، کارل اچ ایگنمن در سال ۱۹۱۷ بصورت ظاهری تشریحی تعریف کرد. با این تعریف، ماهی‌ها باداشتن یک باله چربی، خط جانبی ناقص، دو سری دندان در پره فک بالا و … شناسایی و در این دسته قرار می‌گرفتند.
این جنس تک‌تبار نیست. یک گروه تک‌تبار در تتراها فرض شده است که به آن تبار تترا رزی گفته می‌شود. این گروه بر اساس الگوی رنگ‌بندی و شکل باله‌های پشتی و مقعدی نرها است. تشخیص گروه‌های تک‌تبار در میان گونه‌های مختلف تترا به دلیل مشکل در یافتن شخصیت‌های مفید برای فرضیه روابط بین گونه‌ها پیچیده است.

## ریشه‌شناسی
نام سرده ای (Hyphessobrycon)، تا حدودی منشأ نامشخصی دارد. قسمت دوم از واژه یونانی βρύκω (گاز گرفتن) گرفته شده است. اولی، از یک هیفسون ظاهری یونانی گرفته شده است، که ممکن است برای υπελάσσων (کمی کوچکتر) خطا باشد.

## رابطه با انسان‌ها

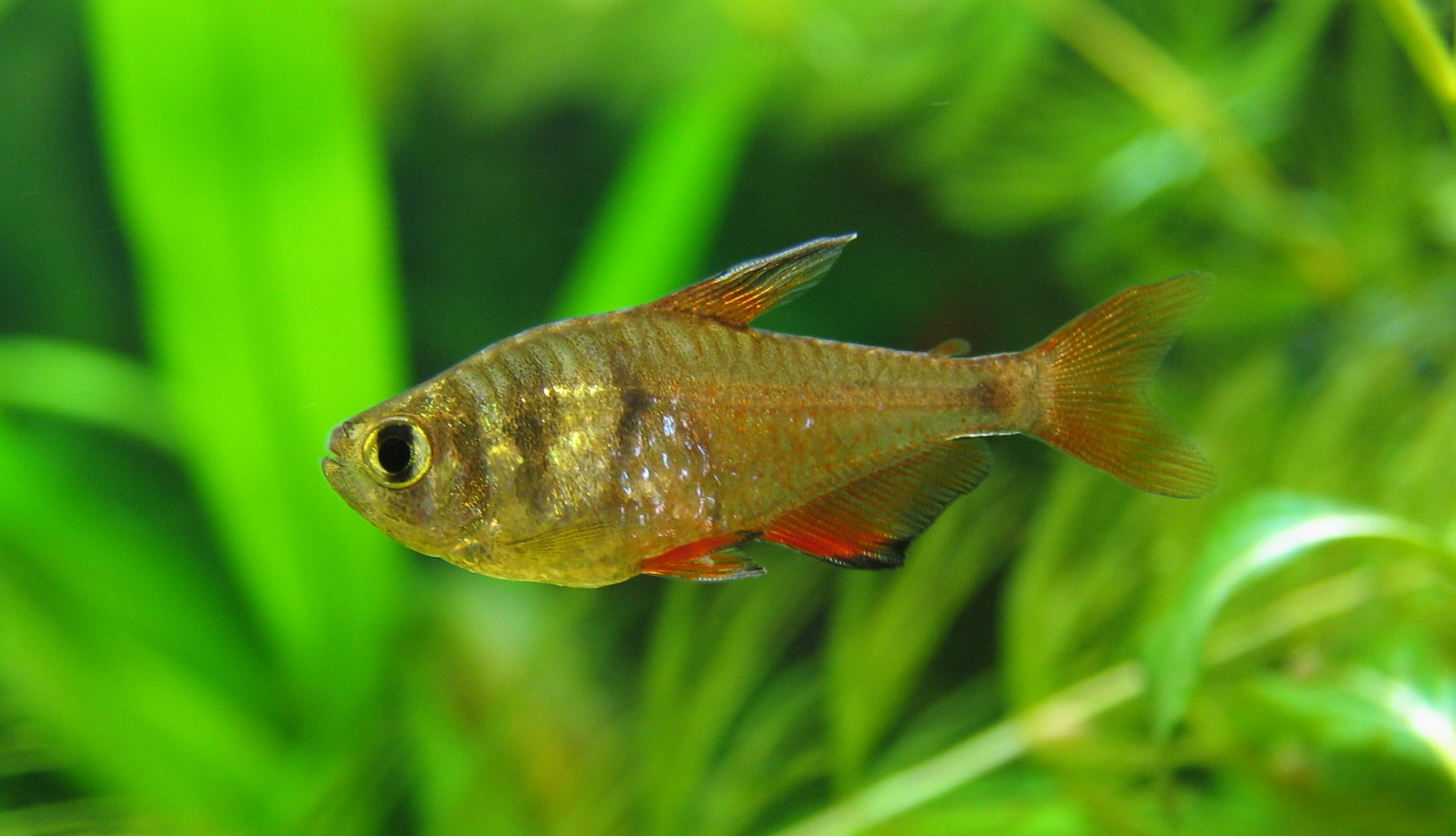
تترای آتشی (H. flammeus) به تعداد زیاد در اسارت و در تجارت آکواریوم رایج است، اما در طبیعت نادر است.

هیچ‌کدام از تقریباً ۱۰۰ گونه ماهی در این جنس توسط IUCN رتبه‌بندی نشده‌اند، اما بسیاری از گونه‌ها پراکنش‌های کوچکی دارند و حداقل یک گونه به نام تترای آتشی، به شدت در معرض خطر است. این گونه فقط در چند رودخانه و نهر در ایالت ساحلی ریودوژانیرو و در ایالت سائوپائولو دیده می‌شود. سه گونه دیگر نیز در برزیل به اسامی H. coelestinus , H. duragenys و H. taurocephalus به عنوان گونه‌های در معرض خطر شناخته شده‌اند.
بسیاری از گونه‌ها جزو ماهی های آکواریومی محبوب هستند و برخی از آنها از جمله تترای آتشی به تعداد زیادی در اسارت پرورش داده می‌شوند.

## گونه‌ها
در حال حاضر ۱۵۶ گونه در این سرده در جهان شناخته شده است که شناخته شده‌ترین این گونه‌ها عبارتند از:
- تترا پرچم دم قرمز
- تترا امبر
- تترا خط قرمز
- تترا بوینس آیرس
- تترا آریانا
- تترا آئوکا
- تترا اکسلرود
- تترا بالبوس
- تترا آراسته
- تترا زرد
- تترا کلمبیایی
- تترا مایا
- تترا جواهر
- تترا خونین‌دل
- تترا آتشی
- تترا نئون سیاه
- تترا پرچم بلژیک
- تترا پرچمی
- تترا فانتوم سیاه
- تترا مینور
- تترا لیمویی
- تترا رزی
- تترا شبح سرخ
- تترا نئون
- تترا کاردینال
- تترا کنگو
- تترا چشم چراغی
- تترا سر آتشی
- تترا باله خونی
- تترا پنگوئن
- تترا مارمولکی
- تترا سلطنتی
- تترا رامینوز
- تترا پنگوئن
- تترا نئون سبز
- تترا دم خونی شیشه ای
- تترای امپراتور
- تترای دندان‌خمیده
- تترا آبی
- تترا آروانا
- تترا آفریقایی دم زرد
- تترا باله‌بلند
- تترا رولوف
- تترا ماهرخ آفریقایی